# Luhn-algoritmen
Luhnalgoritmen, även kallad modulus-10-algoritmen eller mod-10-algoritmen, är en vanligt förekommande algoritm för att beräkna en enkel felupptäckande kod i form av en kontrollsumma. Luhnalgoritmen används bland annat för att beräkna kontrollsiffran i svenska personnummer, samt i kreditkorts-, plusgiro-, bankgiro- och bankkontonummer. Den ingår i kontrollsiffrorna för OCR-nummer (referensnummer på inbetalningskort av typ bankgiro och plusgiro), men där är den ibland kompletterad med ytterligare en kontrollsiffra som anger entalssiffran i antalet siffror i OCR-numret. På så sätt kan man även upptäcka om en nolla lagts till eller tagits bort ur OCR-numret.
Algoritmen kan alltid upptäcka enkelfel, det vill säga en enstaka felskriven siffra, och nästan alltid ett byte av två intilliggande siffror (med undantag av om de två siffrorna är 0 och 9). Om två eller fler siffror är felskrivna finns emellertid en liten risk att felen inte upptäcks därför att de tar ut varandra så att de ger upphov till samma kontrollsiffra. Speciellt så upptäcker algoritmen inte om två siffergrupper om två byter plats, till exempel om födelsedatum i ett personnummer av misstag skrivs ÅÅDDMM istället för ÅÅMMDD.
Algoritmen är utformad så att det är möjligt att infoga ett godtyckligt antal nollor i början av koden utan att det påverkar kontrollsiffran (exempelvis "000123" och "123" ger upphov till samma kontrollsiffra). 
När algoritmen uppfanns fanns det krav på en enkel algoritm för att kunna kontrollera och generera kontrollsiffror och Luhnalgoritmen uppfyller detta krav. I jämförelse med moderna felupptäckande koder har algoritmen inte någon betydande styrka eller effektivitet.
Algoritmen utvecklades av Hans Peter Luhn på IBM och beskrivs i US patent 2950048, med ansökningsdatum den 6 januari 1954, och beviljandedatum den 23 augusti 1960.

## Funktionsprincip

### Kontroll av nummer
Vid kontroll av koden, inklusive kontrollsiffra, fungerar algoritmen på så sätt att med start från den sista siffran i koden (den minst signifikanta siffran), det vill säga kontrollsiffran, multipliceras siffrorna ömsom med 1 och ömsom med 2. Skulle något tal vid en sådan multiplikation bli större än 9 ersätts talet med dess siffersumma (eller, likvärdigt, med talet subtraherat med 9). Därefter summeras talen. Om den erhållna summan är jämnt delbar med 10 så är kontrollsiffran korrekt.
Exempel på personnummer 811218-9876:
```
  
 8  1 1 2 1 8  9 8  7 6

*  2  1 2 1 2 1  2 1  2 1

-------------------------

  
 
^
  ^ ^ ^ ^ ^ 
 
^
 ^ 
 
^
 

  
16  1 2 2 2 8 18 8 14 6
```

Tvåsiffriga produkter splittras upp i ensiffriga tal. Siffrorna summeras därefter:
{\displaystyle 1+6+1+2+2+2+8+1+8+8+1+4+6=50}
Denna summa är delbar med 10 och sålunda har vi inte upptäckt något fel i numret.

### Beräkning av kontrollsiffra
För att beräkna kontrollsiffran är förfarandet likvärdigt, med skillnaden att man multiplicerar ömsom med 2 och ömsom med 1 (det vill säga att man börjar att multiplicera den sista siffran med 2, och inte med 1 som i fallet vid kontroll). Den erhållna summan dras därefter ifrån närmast större 10-tal, varvid kontrollsiffran erhålles.
För att beräkna kontrollsiffran för det niosiffriga personnumret 811218-987 erhålles följande produkter:
```
  
 8  1 1 2 1 8  9 8  7

*  2  1 2 1 2 1  2 1  2

-------------------------

  
 
^
  ^ ^ ^ ^ ^ 
 
^
 ^ 
 

  
16  1 2 2 2 8 18 8 14
```

Tvåsiffriga produkter splittras upp i ensiffriga tal. Siffrorna summeras därefter:
{\displaystyle 1+6+1+2+2+2+8+1+8+8+1+4=44}
Kontrollsiffran erhålls genom att detta tal subtraheras från närmast högre tiotal. Om differensen är 10 blir kontrollsiffran 0.
{\displaystyle 50-44=6}
Den avslutande kontrollsiffran blir således en sexa och det tiosiffriga personnumret blir 811218-9876.